# Giovanni Battista Varè
Giovanni Battista Varè (Venezia, 12 settembre 1817 – Roma, 20 aprile 1884) è stato un avvocato, politico e patriota italiano.

## Biografia

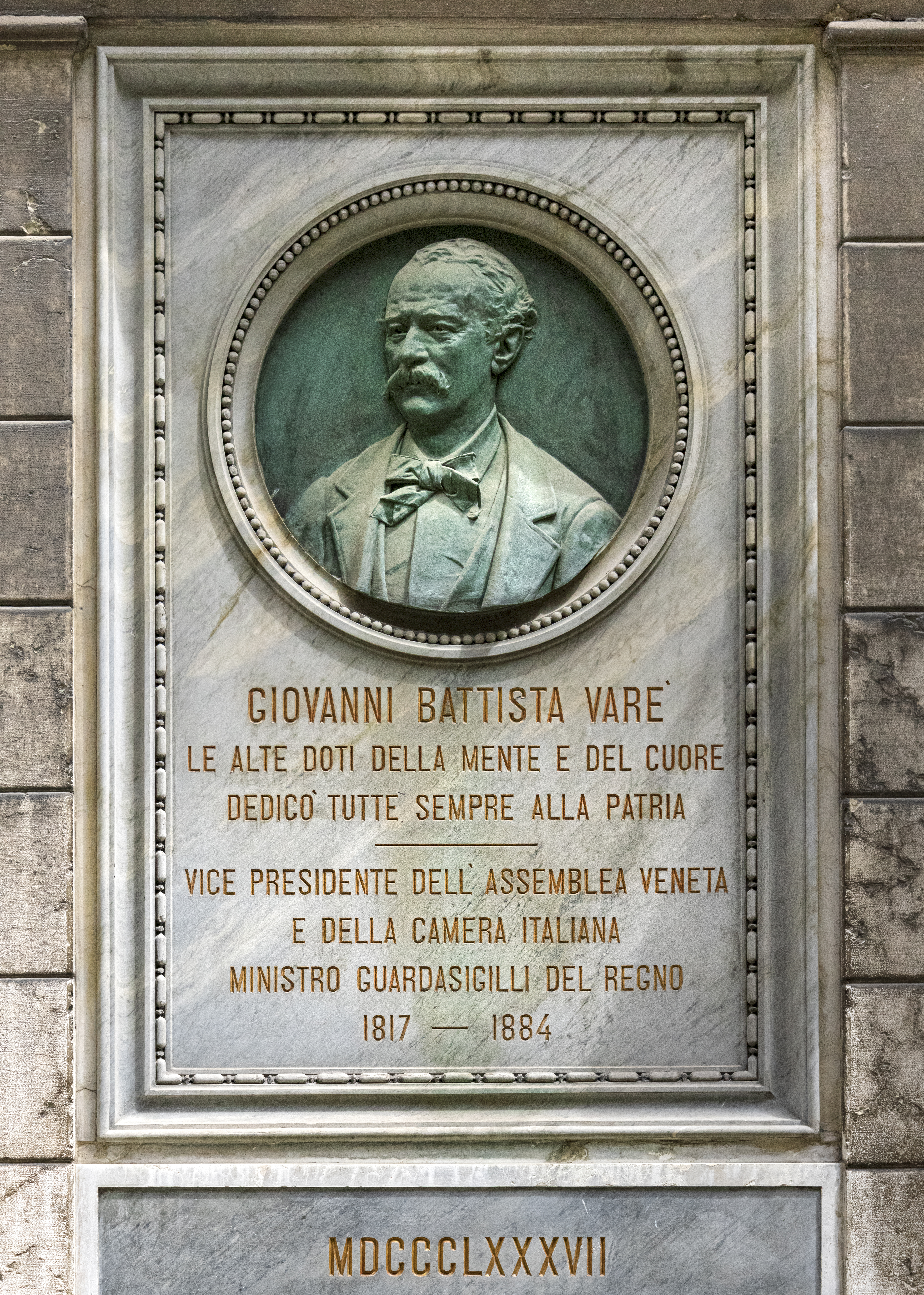
Targa commemorativa - Calle larga de l'Ascension a Venezia

Prese parte alla rivolta anti austriaca del 1848 che portò con Daniele Manin alla restaurazione della Repubblica di San Marco e fu membro dell'Assemblea dei Deputati della nuova Repubblica Serenissima.
Dopo la restaurazione fuggì in Svizzera e Piemonte. Deputato nel Regno d'Italia divenne anche Vice Presidente della Camera. Fu ministro di Grazia e Giustizia e Culti del Regno d'Italia nel Governo Cairoli II.
Padre del diplomatico e scrittore Daniele Varè.